# Carl Fredrik Nordenstam
Carl Fredrik Nordenstam, hette före adlandet Swart,  född 25 februari 1720, död 23 februari 1768, var en svensk landshövding.

## Bana
Nordenstam blev auskultant i underrätterna i Stockholm och därefter i Svea hovrätt 1737. Han blev vice auditör vid Willebrands regemente 1741 och fältsekreterare vid general Jean Louis Bousquets armekår 1743, auditör vid Adelsfanan 10 september 1746 och generalauditör 11 september 1750.
Nordenstam blev landshövding i Stockholms län 29 juni 1762.

## Hedersbetygelser
Nordenstam förärades hovsekreterares namn, heder och värdighet 19 december 1746.

## Adlande
Nordenstam adlades 25 november 1751.

## Familj
Carl Fredrik Nordenstam var son till amiralitetskammarrådet Börje Swart och Maria Christina Gripenstedt, dotter till köpmannen Jakob Radhe.
Han gifte sig med Sara Catharina Olivecrona, dotter till hovrättsrådet i Svea hovrätt, landshövdingen Isak Olivecrona och Sara Christina Schwede.